# ولایت ایوازوف

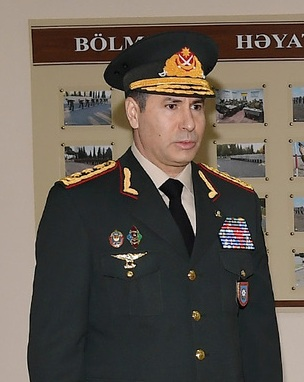
ولایت ایوازوف، سیاست‌مدار آذربایجانی - ۲۰۲۰

ولایت ایوازوف (ترکی آذربایجانی: Vilayət Eyvazov) سیاستمدار، پلیس و هشتمین وزیر امور داخله جمهوری آذربایجان است.

## زندگی‌نامه
ولایت ایوازوف در سال ۱۹۶۸، در منطقهٔ مسکونی آپراکونیس جلفا در شوروی سابق تولد یافت. او در سال ۲۰۰۰، با اخذ لوح تقدیر از «دانشگاه علوم انتظامی جمهوری آذربایجان» دانش‌آموخته شد. ایوازوف متأهل و دارای ۳ فرزند است.

## کارنامه
بر اساس دستور الهام علی‌اف، رئیس‌جمهوری آذربایجان به تاریخ ۲۰ ژوئن سال ۲۰۱۹، ولایت ایوازاف از معاونت اول وزارت داخله معزول شده و به سکانداری همان وزارتخانه رسید.